# FIFA World Player of the Year 2007
FIFA World Player of the Year 2007 var 2007 års upplaga av FIFA World Player of the Year och vanns av den brasilianska mittfältaren Kaká, medan brasilianska Marta vann priset för damerna. Vinnarena tillkännagavs på FIFA World Player Gala som hölls i Zurich Opera House den 17 december 2007.

## Resultat

### Män
| Pos. | Spelare             | Poäng | Lag                               |
| ---- | ------------------- | ----- | --------------------------------- |
| 1    | Kaká                | 1047  | AC Milan                          |
| 2    | Lionel Messi        | 504   | Barcelona                         |
| 3    | Cristiano Ronaldo   | 426   | Manchester United                 |
| 4    | Didier Drogba       | 209   | Chelsea                           |
| 5    | Ronaldinho          | 109   | Barcelona                         |
| 6    | Steven Gerrard      | 68    | Liverpool                         |
| 7    | Andrea Pirlo        | 57    | Milan                             |
| 8    | Thierry Henry       | 54    | Arsenal Barcelona                 |
| 9    | Fabio Cannavaro     | 47    | Real Madrid                       |
| 10   | Gianluigi Buffon    | 31    | Juventus                          |
| 11   | Franck Ribéry       | 30    | Bayern München                    |
| 12   | Samuel Eto'o        | 29    | Barcelona                         |
| 13   | Wayne Rooney        | 22    | Manchester United                 |
| 14   | Miroslav Klose      | 21    | Werder Bremen Bayern München      |
| 15   | Michael Essien      | 20    | Chelsea                           |
| 16   | Juan Román Riquelme | 19    | Boca Juniors Villarreal           |
| 17   | Petr Čech           | 18    | Chelsea                           |
| 17   | Ruud van Nistelrooy | 18    | Real Madrid                       |
| 19   | Frank Lampard       | 11    | Chelsea                           |
| 20   | Deco                | 9     | Barcelona                         |
| 20   | Juninho             | 9     | Lyon                              |
| 22   | Gennaro Gattuso     | 8     | Milan                             |
| 23   | John Terry          | 6     | Chelsea                           |
| 23   | Patrick Vieira      | 6     | Inter                             |
| 25   | Rafael Márquez      | 5     | Barcelona                         |
| 26   | Fernando Torres     | 4     | Atlético Madrid Liverpool         |
| 27   | Alessandro Nesta    | 2     | Milan                             |
| 28   | Carlos Tévez        | 1     | West Ham United Manchester United |

### Damer
| Pos. | Spelare                  | Poäng | Lag                         |
| ---- | ------------------------ | ----- | --------------------------- |
| 1    | Marta                    | 988   | Umeå IK                     |
| 2    | Birgit Prinz             | 507   | 1. FFC Frankfurt            |
| 3    | Cristiane                | 150   | VfL Wolfsburg               |
| 4    | Kelly Smith              | 110   | Arsenal LFC                 |
| 5    | Abby Wambach             | 92    | USA                         |
| 6    | Nadine Angerer           | 83    | 1. FFC Turbine Potsdam      |
| 7    | Kristine Lilly           | 82    | USA                         |
| 8    | Daniela                  | 72    | Saad Esporte Clube          |
| 9    | Renate Lingor            | 62    | 1. FFC Frankfurt            |
| 10   | Ariane Hingst            | 41    | Djurgårdens IF Dam          |
| 11   | Kerstin Stegemann        | 34    | SG Wattenscheid 09          |
| 12   | Formiga                  | 32    | Saad Esporte Clube          |
| 13   | Han Duan                 | 15    | Dalian Shide                |
| 13   | Perpetua Nkwocha         | 15    | Sunnanå SK                  |
| 15   | Li Jie                   | 14    | Beijing Chengjian           |
| 15   | Ingvild Stensland        | 14    | Kopparbergs/Göteborg FC     |
| 17   | Ri Un Suk                | 13    | April 25                    |
| 18   | Ragnhild Gulbrandsen     | 12    | Asker SK                    |
| 19   | Rebecca Smith            | 11    | Sunnanå SK                  |
| 20   | Adjoa Bayor              | 8     | Ghatel Ladies               |
| 21   | Lisa de Vanna            | 7     | Doncaster Rovers Belles LFC |
| 21   | Bente Nordby             | 7     | Djurgårdens IF              |
| 23   | Christie George          | 5     | Pelican Stars FC            |
| 24   | Cathrine Paaske Sørensen | 3     | Brøndby IF                  |
| 25   | Christine Sinclair       | 2     | Vancouver Whitecaps         |